# Syzygium arcuatinervium
Syzygium arcuatinervium là một loài thực vật có hoa trong Họ Đào kim nương. Loài này được (Merr.) Craven & Biffin mô tả khoa học đầu tiên năm 2006.